# جورج صامويل كلاسون
جورج صامويل كلاسون ( 7 نوفمبر, 1874 – 7 أبريل, 1957 ) (بالإنجليزية: George Samuel Clason)‏ ولد في لويزيانا، ميزوري ومات في نابا، كاليفورنيا. خلال سنواته الإثنتان والثمانين التي عاشها عمل كجندي، كاتب، ورجل أعمال. خدم كلاسون في القوات البرية الأمريكية خلال الحرب الأمريكية الإسبانية. قام بتأسي شركتين هما: كلاسون ماب كومباني أوف دنفر كولورادو وكلاسون ببلشنج كومباني حيث كانت شركة كلاسون ماب كومباني أوف دنفر كولورادو أول من نشر طريق أطلس للولايات المتحدة وكندا -والتي هي عبارة خريطة تعرض الطرق بطريقة بسيطة وخطوط النقل مع بعض المعلومات الجغرافية- لكن الشركة أنتهت بسبب الكساد الكبير.